# Розовые
Ро́зовые, или Розоцве́тные, или Шипо́вниковые (лат. Rosáceae) — семейство двудольных раздельнолепестных растений, входящее в порядок Розоцветные (Rosales). Ранее по отношению к этому семейству обычно использовали русское название «Розоцветные», однако теперь это название чаще используют по отношению к порядку Rosales. По современной классификации APG IV по состоянию на июнь 2024 года семейство насчитывает 117 родов и 6 028 ботанических видов.
Формула цветка: {\displaystyle \ast K_{5}\;C_{5-0}\;A_{5-\infty }\;G_{\underline {\infty -1}}}.

## Ботаническое описание
Листья очерёдные, редко супротивные, простые или сложные, с прилистниками.
Цветки правильные, обоеполые, довольно крупные. Околоцветник двойной. Андроцей состоит из большого числа расположенных в несколько рядов свободных тычинок: иногда число их уменьшается до четырёх — восьми — девяти. Гинецей апокарпный или ценокарпный. Число плодолистиков может быть различно и варьирует от большого и переопределённого числа до одного. Каждый плодолистик содержит два семязачатка. Соцветия цимоидные или ботриоидные. Опыление насекомыми.
Плоды разнообразны: многолистовка, многокостянка, однокостянка, многоорешек, яблоко. Семена обычно без эндосперма, зародыш прямой. Семена распространяются зоохорией, гидрохорией.

## Распространение и экология
Розовые, являясь практически космополитным семейством, распространены почти во всех областях земного шара, где могут расти цветковые растения, но основная их часть сконцентрирована в умеренной и субтропической зонах Северного полушария. Они населяют самые разные ландшафты и природные зоны: от заполярных тундр и высокогорий до тропических лесов и от болот до полупустынь. Представители семейства розовых встречаются в самых разнообразных растительных сообществах, хотя обычно не играют в них доминирующей роли, но во многих местах являются их характерным элементом или даже определяют облик природных ландшафтов.

## Хозяйственное значение и использование
Хозяйственное значение семейства розовых чрезвычайно велико. К семейству принадлежат семечковые, косточковые и ягодные плодовые культуры (яблоня, груша, вишня, слива, миндаль, персик, земляника, малина и др.), эфирномасличные культуры (роза, лавровишня, миндаль), декоративные (роза, спирея, рябина и др.), лекарственные (шиповник, кровохлёбка, боярышник, арония, рябина, черёмуха, лапчатка, ежевика, земляника, костяника, малина, миндаль), витаминоносные (шиповник, хеномелес, рябина, вишня, земляника, куманика, малина, морошка), красильные (вишня, яблоня, черёмуха, миндаль, груша, слива, ежевика), дубильные (груша) и медоносные (яблоня, вишня, черёмуха, ежевика) растения. Кроме употребления в свежем и переработанном виде в пищу и применения как сырья для виноделия, кондитерского и ликёро-водочного производства, плоды некоторых видов используют в парфюмерии и медицине. У большинства косточковых пород розовых (слива, абрикос, вишня, миндаль) на стволах выделяется камедь (клей), которую в некоторых странах используют в кондитерском производстве, в приготовлении красок и в фармации.
Древесину деревьев из этого семейства (груша, вишня, абрикос, боярышник, лавровишня, миндаль, ирга, мушмула) широко применяют для изготовления различных поделок и товаров народного потребления.
Плоды и семена дикорастущих розовых являются кормом для множества различных птиц и млекопитающих (в первую очередь медведей и кабанов).
Розовые — основа садоводства умеренной зоны и субтропиков. Хозяйственное значение наряду с ягодными культурами (земляника, малина и ежевика) имеют многочисленные фруктовые деревья. Из них яблоня, груша и черешня имеют дикие формы, распространённые в Европе, которые вместе с тёрном (Prunus spinosa), черёмухой (Prunus padus) и другими видами человек использовал уже в раннем каменном веке. Родина айвы, мушмулы, миндаля, вишни, слив — Передняя Азия, где также есть свои дикие формы яблони, груши и черешни. Абрикосы происходят из Средней Азии и западного Китая, персик — из Китая. Их культурные формы были распространены в Европе уже в греко-римское время.
Все виды вишни (кустарниковая, птичья, магалебка и др.), ирга, черёмуха хорошие почвозащитники. Быстро разрастаясь, они прочно укрепляют корнями землю: обрывы, движущиеся пески и склоны. В лесной полезащитной полосе вишня магалебка отлично выполняет лесообразующую, почвозащитную и снегонакапливающую роль, а её густые кроны — отличное место для гнездования птиц.
14 видов из семейства розовых занесены в Красную книгу Российской Федерации.

## Классификация

### Исторический подход
В классификации, основанной на морфологии плодов и основных хромосомных числах выделяют следующие подсемейства:
- Amygdaloideae — Миндальные, или Prunoideae — Сливовые. 65 родов[7], плод — костянка;
- Maloideae — Яблоневые. Примерно 40 родов[8], плод — яблоко;
- Rosoideae — Розановые. 6 триб, 40 родов[9], плоды — орешки, многоорешки, многокостянки, часто с участвующим в образовании плода гипантием;
- Spiraeoideae — Спирейные. 9 родов[10], плод — листовка, редко коробочка.

В 2007 году группа ботаников провела исследования, в результате которых была пересмотрена система семейства с выделением трёх подсемейств, 14 триб и 4 подтриб:
- 2 рода вне рангов;
- Подсемейство Дриадовые (Dryadoideae) — 4 рода;
- Подсемейство Розановые (Rosoideae) — 6 триб, 3 подтрибы и 40 родов;
- Подсемейство Спирейные (Spiraeoideae) — 8 триб, 1 подтриба и 60 родов;

| Систематика семейства Розовые                                                                                              | Систематика семейства Розовые | Систематика семейства Розовые |
| --- | --- | --- |
| Вне рангов: - Azarolus Borkh. - Potaninia Maxim. — Потаниния                                                               | | |
| Подсемейство Dryadoideae - Cercocarpus Kunth — Церкокарпус - Chamaebatia Benth. - Dryas L. — Дриада - Purshia DC. ex Poir. | Подсемейство Rosoideae - Триба Colurieae - Coluria R.Br. — Колюрия - Fallugia Endl. - Geum L. — Гравилат - Orthurus Juz. - Sieversia Willd. — Сиверсия - Taihangia T.T.Yu & C.L.Li - Waldsteinia Willd. — Вальдштейния - Триба Potentilleae - Duchesnea Sm. — Дюшенея - ×Fragotentilla ined. - Horkelia Cham. & Schltdl. - Horkeliella (Rydb.) Rydb. - Ivesia Torr. & A.Gray - Potentilla L. — Лапчатка - Подтриба Fragariinae - Alchemilla L. — Манжетка - Chamaerhodos Bunge - Comarum L. — Сабельник - Dasiphora Raf. — Пятилистник кустарниковый, или Курильский чай - Drymocallis Fourr. ex Rydb. - Fragaria L. — Земляника - Sibbaldia L. — Сиббальдия - Sibbaldianthe Juz. - Sibbaldiopsis Rydb. - Триба Roseae - Rosa L. — Шиповник - Триба Rubeae - Dalibarda L. - Rubus L. — Малина и Ежевика - Триба Sanguisorbeae - Подтриба Agrimoniinae - Agrimonia L. — Репейничек - Aremonia Neck. ex Nestl. - Hagenia J.F.Gmel. — Хагения - Leucosidea Eckl. & Zeyh. - Spenceria Trimen - Подтриба Sanguisorbinae - Acaena Mutis ex L. — Ацена - Bencomia Webb & Berthel. — Бенкомия - Cliffortia L. — Клиффортия - Margyricarpus Ruiz & Pav. — Маргирикарпус - Polylepis Ruiz & Pav. — Полилепис - Poteridium Spach - Poterium L. — Черноголовник - Sanguisorba L. — Кровохлёбка - Sarcopoterium Spach — Саркопотериум - Триба Ulmarieae - Filipendula Mill. — Лабазник, или Таволга | Подсемейство Spiraeoideae - Lyonothamnus A.Gray — Лионотамнус - Триба Amygdaleae - Prunus L. — Слива - Триба Gillenieae - Gillenia Moench - Триба Kerrieae - Coleogyne Torr. — Колеогине - Kerria DC. — Керрия - Neviusia A.Gray — Невиусия - Rhodotypos Siebold & Zucc. — Родотипос - Триба Neillieae - Neillia D.Don — Нейлия - Physocarpus (Cambess.) Raf. — Пузыреплодник - Триба Osmaronieae - Exochorda Lindl. — Экзохорда - Oemleria Rchb. — Эмлерия - Prinsepia Royle — Принсепия - Триба Pyreae - Kageneckia Ruiz & Pav. — Кагенекия - Lindleya Kunth — Линдлейя - Vauquelinia Correa ex Bonpl. — Вокелиния - Подтриба Pyrinae - Amelanchier Medik. — Ирга - ×Amelasorbus Rehder - Aronia Medik. — Арония - Chaenomeles Lindl. — Хеномелес - Cotoneaster Medik. — Кизильник - +Crataegomespilus Simon-Louis ex Bellair - Crataegus L. — Боярышник - ×Crataemespilus E.G.Camus - Cydonia Mill. — Айва - Dichotomanthes Kurz - Docynia Decne. - Eriobotrya Lindl. — Эриоботрия - Hesperomeles Lindl. — Хесперомелес - Heteromeles M.Roem. — Гетеромелес - Malacomeles (Decne.) Engl. - Malus Mill. — Яблоня - Mespilus L. — Мушмула - Osteomeles Lindl. — Остеомелес - Peraphyllum Nutt. - Photinia Lindl. — Фотиния - Pseudocydonia (C.K.Schneid.) C.K.Schneid. - Pyracantha M.Roem. — Пираканта - ×Pyracomeles Rehder ex Guillaumin - +Pyrocydonia H.K.A.Winkl. ex L.L.Daniel - ×Pyronia H.J.Veitch ex Trab. - Pyrus L. — Груша - Rhaphiolepis Lindl. - ×Sorbaronia C.K.Schneid. — Сорбарония - ×Sorbocotoneaster Pojark. — Рябинокизильник - ×Sorbocrataegus ined. - ×Sorbomespilus ined. - ×Sorbopyrus C.K.Schneid. - Sorbus L. — Рябина - Триба Sorbarieae - Adenostoma Hook. & Arn. - Chamaebatiaria (Porter ex W.H.Brewer & S.Watson) Maxim. - Sorbaria (Ser. ex DC.) A.Braun — Рябинник - Spiraeanthus (Fisch. & C.A.Mey.) Maxim. — Спиреантус - Триба Spiraeeae - Aruncus L. — Волжанка - Holodiscus (K.Koch) Maxim. — Голодискус - Kelseya (S.Watson) Rydb. - Luetkea Bong. - Petrophytum (Nutt. ex Torr. & A.Gray) Rydb. - Sibiraea Maxim. — Сибирка - Spiraea L. — Спирея, или Таволга - Xerospiraea Henrickson |

### Таксономическое положение
- Rosaceae Juss., 1789, Gen. Pl. 334

Семейство Розовые включается в порядок Розоцветные (Rosales), последовательно входящий в более крупные клады Фабиды → Розиды → Суперрозиды → Эвдикоты → Цветковые растения. Таксономическая схема в соответствии с Системой APG IV по состоянию на июнь 2024 года:
|  |                          |  |                                   |                     |                   |  | еще 8 семейств |           |  |             |
|  |                          |  |                                   |                     |                   |  |                |           |  |             |
|  |                          |  |                                   | порядок Розоцветные |                   |  |                |           |  |             |
|  |                          |  |                                   |                     |                   |  |                |           |  | 6 028 видов |
|  | клада Цветковые растения |  |                                   |                     | семейство Розовые |  |                | 117 родов |  |             |
|  | клада Цветковые растения |  |                                   |                     |                   |  |                | 117 родов |  |             |
|  |                          |  | ещё 63 порядка цветковых растений |                     |                   |  |                |           |  |             |
|  |                          |  |                                   |                     |                   |  |                |           |  |             |